# 알렉산드라 라파포르트
알렉산드라 라파포르트(Alexandra Rapaport, 1971년 12월 26일 ~ )는 스웨덴의 배우이다.

## 출연 작품
- 제리마야스 디텍티브 에이전시 - 스텔라 노스트라 (2015)
- 더 헌트 (2012)
- 원스 어폰 어 타임 인 푸켓 (2011)
- 어 미드썸머 나이츠 파티 (2009)
- 노 티어스 (2006)
- 메디신 맨 (2005)
- 스나이퍼 3 - 라스트 타겟 (2001)
- 차스키 차스키 (1999)
- 고모론 (1992)